# Jacob Boëthius
Simon Jacob Bertilsson Boëthius, född den 2 april 1925 i Stockholm, död där den 24 januari 2005, var en svensk bok- och musikförläggare.
Boëthius avlade filosofie kandidatexamen vid Stockholms högskola 1951. Han var hallåman vid Radiotjänst 1946–1947, anställd vid Kooperativa Förbundets bokförlag/Rabéns & Sjögrens förlag 1948–1959 och vid Svenska kyrkans diakonistyrelses bokförlag 1960–1961 samt chef för Sveriges radios förlag 1966–1968. Boëthius startade Proprius förlag 1962. Han påbörjade skivutgivning 1969, främst av kör- och orgelmusik av audiofil karaktär. Boëthius tilldelades Medaljen för tonkonstens främjande 1995.
Jacob Boëthius var son till Bertil Boëthius. I sitt första äktenskap var han 1950–1971 gift med Monica Boëthius. Boëthius vilar på Sandsborgskyrkogården.